# Sutyna
Sutyna là một chi bướm đêm thuộc họ Noctuidae.

## Loài
- Sutyna colombiensis (Dognin, 1914)
- Sutyna negrita (Hampson, 1907)
- Sutyna privata (Walker, 1857) (đồng nghĩa: Sutyna profundus (Smith, 1900), Sutyna tenuilinea (Smith, [1904]))